# Kluftrose
Eine Kluftrose ist in der Geologie eine kreisförmige graphische Darstellung der Richtungshäufigkeit der Klüfte, Trennflächen, Fugen oder Risse im Gestein eines Gebirges, gemessen z. B. in einem Steinbruch, einem Tunnel oder einem anderen Aufschluss, in dem das Gestein des Untergrundes ansteht (Bachbett, Straßenböschung, Felsen, Höhle).
Kluftrosen geben einen Überblick über die vorherrschenden Streichrichtungen und deren Häufigkeit. Die Richtungen werden zunächst in einer größeren Anzahl von Einzelmessungen in einem Homogenbereich gemessen. Der Prozentanteil der Kluftrichtungen je Himmelsrichtung (Azimut) wird nach außen strahlenförmig aufgetragen. Die Länge der Strahlen entspricht dem prozentualen Anteil der auf die Richtungen entfallenden Messungen. Das entstehende Bild erinnert entfernt an eine Rose. 
Die Messwerte liegen immer zwischen 0° und 180°, weil die Richtungen so definiert sind; die Winkel zwischen 180° und 360° werden am Mittelpunkt gespiegelt aufgetragen.
Bei der Darstellung wird die flächentreue Polarprojektion angewandt.
Das Einfallen bzw. die Einfallswinkel werden mit einer Kluftrose nicht dargestellt.
Andere Darstellungsweisen sind die Lagenkugel bzw. das Schmidt'sche Netz (diese beiden auch für das Fallen bzw. den Einfallswinkel) sowie die Müller-Fähnchen.